# خودکشی ناموسی
خودکشی ناموسی یا خودکشی برای حفظ آبرو زمانی اتفاق می‌افتد که فرد می‌خواهد از خجالت و سرافکندگی عمل غیراخلاقی خود، همچون زنا، رهایی یابد.
تفاوت اصلی خودکشی ناموسی با خودکشی معمولی در این است که در این نوع، انگیزه اصلی فرد برای انجام عمل خودکشی، خواه در خفا یا در جمع، این است که آبرو یا ناموس خود را حفظ نماید. برخی از انواع خودکشی ناموسی ممکن است به دلایل غیر فرهنگی صورت بگیرد. مثل خودکشی نظامیانی همچون ولادیسلا راجینیس و هنس لنگسدورف که در جنگ با شکست قطعی روبرو می‌شوند.
کشور ژاپن در طول تاریخ خود شاهد موارد بسیاری از این نوع خودکشی بوده است؛ به عنوان نمونه می‌توان به هاراکیری که توسط سامورایی‌ها و برای فرار از گرفتار آمدن انجام می‌شده، اشاره کرد. در طول جنگ جهانی دوم نیز حملات کامی‌کازه و بانزای از این نوع بوده‌اند. گفتنی است که در این کشور خودکشی گاهی به قصد کفاره برای گناه نیز صورت می‌پذیرفته است.